# Bremer Vulkan
Die Bremer Vulkan AG ['vʊlkan] war eine bedeutende Großwerft und einer der wichtigsten Arbeitgeber in Bremen-Nord.
Die Werft baute Schiffe aller Kategorien (Frachtschiffe, Passagierschiffe, Tanker, Fischdampfer, U-Boote, Containerschiffe, Fregatten und andere) und gehörte bis in die 1990er Jahre zu den großen Werften Europas. Zusammen mit den Schiffen der Vorgängerwerft entstanden über 1000 Schiffe auf dem Bremer Vulkan.
Zu keiner Zeit wurde durch die Eigentümer ein nachhaltiges strategisches Investitionskonzept entwickelt, das geeignet gewesen wäre, in Wettbewerb mit asiatischen, insbesondere koreanischen und chinesischen Werften zu treten. Der Eintritt in den Marineschiffbau – außer zwangsweise in den Kriegsjahren hatte der Vulkan ausschließlich zivile Schiffe gebaut – konnte die Wettbewerbsschwäche nicht beheben. Mitte der 1990er Jahre geriet das Unternehmen aufgrund unzureichenden Eigenkapitals, fehlender nationaler Zielsetzung und daher weitgehend fehlender Investitionstätigkeit im zivilen Schiffbau in finanzielle Schwierigkeiten. Nach dem Vorwurf der Veruntreuung von Geldern, die für Investitionen an ostdeutschen Werftstandorten gedacht waren, meldete die Bremer Vulkan AG 1996 Insolvenz an und stellte im August 1997 den Schiffbau in der Stammwerft in Bremen-Vegesack ein.
Im Gegensatz zu der geologischen Bezeichnung Vulkan wird der Name der Werft in der Bremer Umgangssprache auf der ersten Silbe betont ([ˈvʊlkan]). Er leitet sich ab von Vulcanus, dem römischen Gott des Feuers und der Schmiedekunst. Die Beschäftigten des Bremer Vulkan bezeichneten sich selbst als Vulkanesen.

## Geschichte

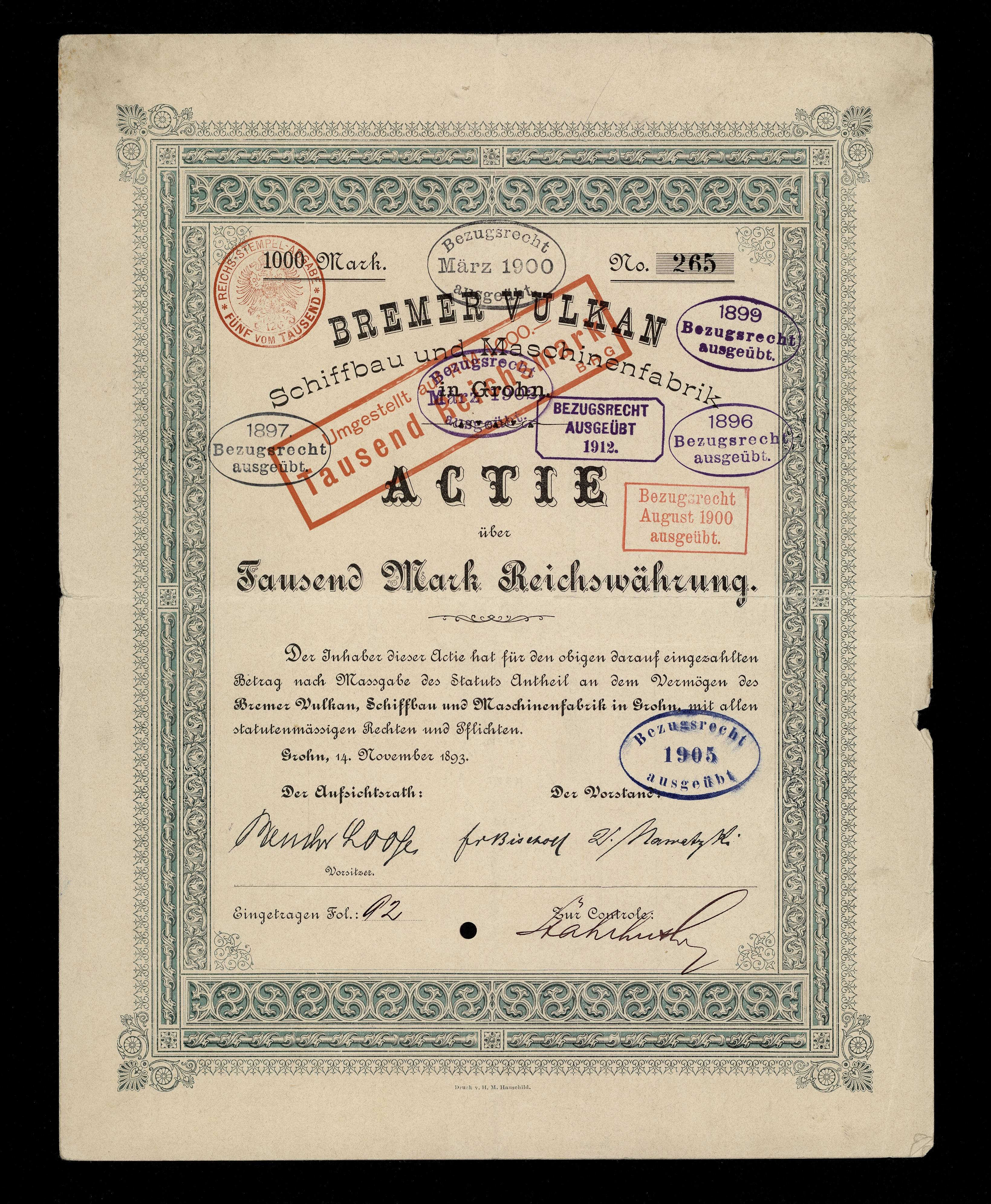
Gründeraktie des Bremer Vulkan Schiffbau und Maschinenfabrik vom November 1893

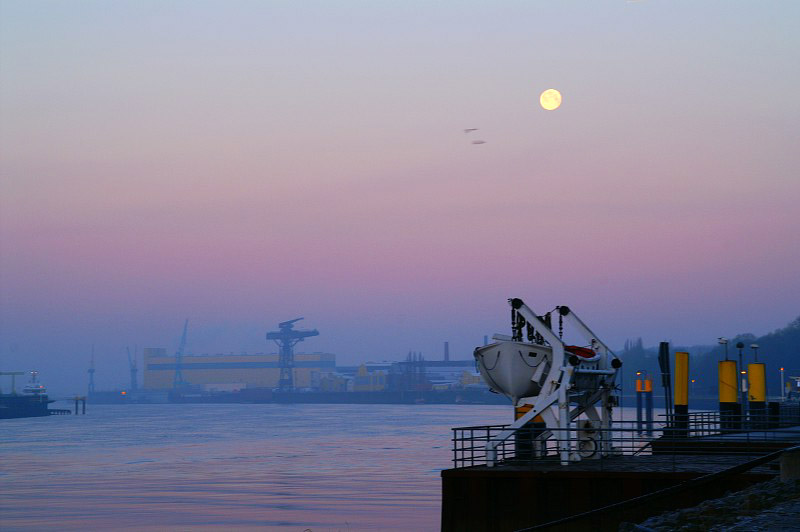
Blick vom Schulschiff Deutschland über die Mündung der Lesum in die Weser bei Vegesack auf die ehemalige Werft „Bremer Vulkan“ im Hintergrund

### Gründung
Nach dem Zollanschluss von 1888, der Weserkorrektion von 1887 bis 1895 und dem Hafenausbau fand in Bremen eine  Industrialisierung statt, und es entstand 1893 der Bremer Vulkan (nachfolgend BV genannt) durch die Fusion der Vegesacker Werften und zählte mit den über 1000 Beschäftigten schon zu Beginn zu den Bremer „Riesenbetrieben“.
Der 23. Oktober 1893 ist der Gründungstag. Im Bremer Handelsregister wird das Unternehmen als Bremer Vulkan Schiffbau und Maschinenfabrik in Vegesack mit einem Grundkapital von 300.000 Mark eingetragen. Zu den ersten Aktionären gehörten der neuernannte Vulkan-Direktor Victor Nawatzki, die Bremer Kaufleute Schütte und Loose, die Bremer Reeder Wätjen und Bischoff, der Schiffsmakler Bunnemann, der Direktor der Bremer Wollkämmerei Zschörner sowie der Papenburger Werftbesitzer Meyer und der Bremer Werftbesitzer Ulrichs.
Vorausgegangen war für 225.000 Mark der Kauf des Bremer Teils der Langeschen Werft. Die Werft befand sich damals sowohl auf dem Gebiet der Republik Bremen (Vegesack) als auch auf dem Gebiet des Königreichs Hannover (Grohn), wobei ein „kleiner Grenzverkehr“ zolltechnisch nicht ungünstig gewesen sein dürfte. Diese Werft war 1805 von Johann Lange, einem talentierten und sozial engagierten Unternehmer, gegründet worden. Nach seinem Tod 1844 wurde die Werft von dem ältesten Sohn Carl Lange und nach dessen frühen Tod 1887 von seiner Witwe weitergeführt. Geschäftsführer wurde der vorher bei der Meyer-Werft in Papenburg beschäftigte Ingenieur Nawatzki, ein gebürtiger Schlesier.
1895, also nur zwei Jahre später, kaufte der BV für 500.000 Mark das Gelände der mit Absatzproblemen kämpfenden Bremer Schiffbau Gesellschaft, eine Nachfolgerin der 1883 gegründeten Werft von Hermann Friedrich Ulrichs. Auch diese Werft befand sich auf bremischem (Vegesack) und hannoverschem Gebiet (Fähr). Die Ulrichs-Werft hatte bereits 1872 komplett auf den Bau von Eisenschiffen umgestellt.
Nawatzki erhöhte mehrfach das Grundkapital des BV und kaufte weiteres Gelände in Fähr-Lobbendorf hinzu; die Gesamtfläche betrug damit 325.000 m² und hatte eine Uferlänge von 1.500 m. Im Spätsommer 1896 verlegte er die Werft vom Langeschen auf das Ulrichs-Gelände in Fähr; die Verwaltung blieb vorerst am alten Platz. Außer dem Schiffbaubetrieb gab es dadurch eine komplette Maschinenfabrik mit Gießerei, Kesselschmiede, elektrischen Kränen und Werkzeugmaschinen.

### 1900 bis 1933

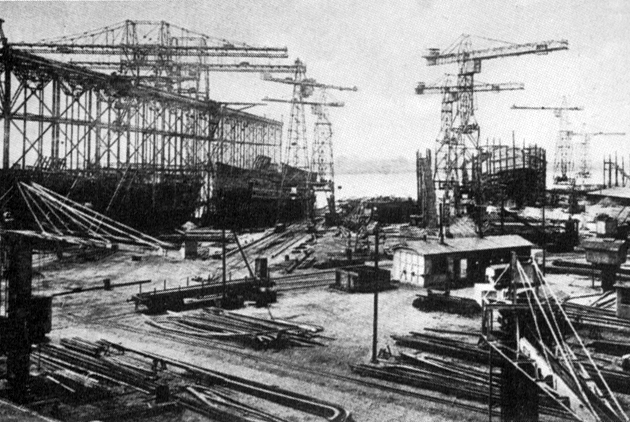
Der Bremer Vulkan am Weserufer um 1910

Die folgenden Jahre waren von Erfolgen gekennzeichnet. Nawatzki hatte es geschafft, dass deutsche Reeder ihre Schiffe nicht mehr überwiegend im Ausland oder bei Werften an der Ostsee bestellten.
Durch eine Wirtschaftskrise sank die Zahl der Mitarbeiter im Jahr 1908 von 2400 auf 800, die Produktion im Schiffbau wurde um 25 % zurückgefahren. 1911 wurde wieder ein Rekordjahr, die Zahl der Beschäftigten stieg auf 3600. Der BV wurde im zivilen Schiffbau in den Jahren 1909 bis 1912 mit jährlich durchschnittlich 40.000 abgelieferten Bruttoregistertonnen (BRT) vor den Flensburger Schiffbaubetrieben mit 30.000 BRT, der Tecklenborg Werft in Bremerhaven mit 27.000 BRT und dem Stettiner Vulcan mit 22.500 BRT die Nummer eins unter den deutschen Werften. Mit dem Aufstieg der Werft war auch der Aufstieg der damaligen Stadt Vegesack verbunden.
Während des Kriegsjahrs 1915 begann das Reichsmarineamt Einfluss auf die Produktion zu nehmen, der BV lieferte insgesamt elf Minensuchfahrzeuge und acht U-Boote ab, erhielt aber den zivilen Schiffbau weitgehend aufrecht.
Während des Ersten Weltkriegs beteiligt sich der Industrielle August Thyssen durch Aktienkäufe am BV. Von 1916 an war die Familie Thyssen Mehrheitsgesellschafterin. Die Beschäftigtenzahl stieg 1920 auf mehr als 4000. 1922 wechselte Nawatzki aus Altersgründen vom Vorstand in den Aufsichtsrat, nahm aber weiter regen Anteil an der operativen Führung des Unternehmens. Von der Weltwirtschaftskrise war das Unternehmen im Gegensatz zu anderen Werften trotz erheblicher Produktionsrückgänge nicht in seiner Existenz gefährdet. In der zweiten Hälfte der 1920er und dem Beginn der 1930er Jahre schüttete BV seinen Aktionären Dividenden von bis zu acht Prozent aus. Damit war es eines der rentabelsten deutschen Unternehmen.

### 1933 bis 1945
Mit der Machtübernahme der Nationalsozialisten 1933 sollte die Deutsche Arbeitsfront die Rolle der Gewerkschaften in den Betrieben übernehmen. Hans Neumann und Bernhard Göhner organisierten den Widerstand der illegalen KPD auf dem BV. Mit Beginn des Zweiten Weltkriegs organisierten die Vulkanarbeiter Hans Neumann und Leo Drabent ein Widerstandsnetz der Bremer Werften in Verbindung mit der Bästlein-Jacob-Abshagen-Gruppe in Hamburg.
Immer mehr Aufträge aus dem Ausland, insbesondere Skandinavien, erreichten in der Folgezeit den BV, 1937 waren es fast 70 % der Neubauaufträge. Wegen der Devisenbeschaffung wurden diese Aufträge bewusst niedrig kalkuliert. Insbesondere im Spezialschiffbau für Tanker, Fracht- und Kühlschiffe besaß der BV einen international guten Ruf.
1938 wurde als Tochterunternehmen die Vegesacker Werft GmbH mit dem Ziel gegründet, den zivilen und zu erwartenden militärischen Schiffbau – insbesondere U-Boote – zu trennen. Ab 1940 wurde der zivile Schiffbau weitgehend eingestellt. Vorstandsmitglied Robert Kabelac erwirkte bei der Reichsregierung erhebliche finanzielle Zuschüsse für die Umstellung auf die Rüstungsproduktion und stieg in den folgenden Jahren zu einem der wichtigsten Berater des NS-Staats in Fragen der Marinerüstung auf. Von 1940 bis 1945 stammten 85 Prozent der Erlöse für den Neubau von Schiffen aus der Rüstungssparte. Bis 1944 entstanden insgesamt 74 U-Boote unterschiedlicher Typen auf der Werft.

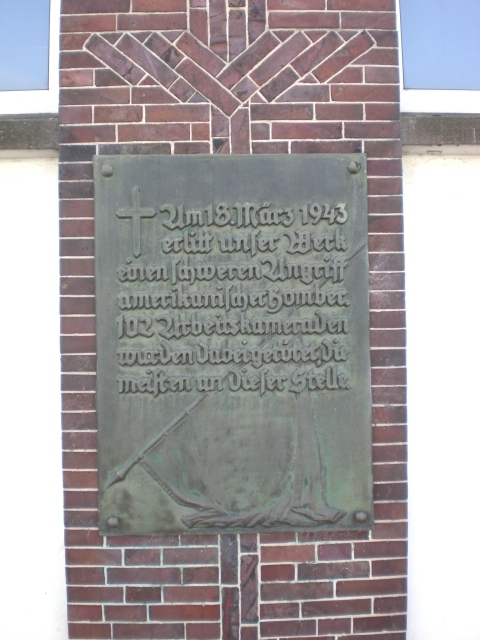
Erinnerungstafel auf dem Werftgelände an den Bombenangriff vom 18. März 1943

Die Werft wurde mehrfach angegriffen. Der schwerste Luftangriff erfolgte im März 1943 durch amerikanische Bomber mit 108 Toten und weit über 100 Verletzten. Der Sachschaden war relativ gering. Die am 28. Juni 1944 von Vulkan übernommene Dachsmag wurde bereits am 30. Juni durch Alliierte Flugzeuge zerstört.
In den Jahren 1943–45 erfolgte der Bau der Bunker-Anlage Valentin etwa zehn Kilometer weiter weserabwärts in Bremen-Rekum durch Insassen des Konzentrationslagers Neuengamme, des Arbeitserziehungslagers der Gestapo Bremen und des Gefangenenlagers Bremen-Schwanewede. In dem Bunker sollten unter Leitung des BV ab Mitte 1945 monatlich mindestens 14 U-Boote aus vorgefertigten Sektionen von Blohm & Voß und der AG Weser, die auf Fährpontons angeliefert werden, montiert werden. Die Anlage wurde jedoch nicht mehr fertiggestellt, es wurden nie U-Boote dort montiert.
Durch Bombenschäden und den um sich greifenden wirtschaftlichen Zusammenbruch war der BV von Mitte 1944 an immer weniger in der Lage, die Produktionsvorgaben der Reichsregierung zu erfüllen. Im Frühjahr 1945 begann das Unternehmen unter Kabelac mit der klandestinen Vorbereitung auf die erwartete Nachkriegszeit: Befehle zur Auskämmung von Personal und zur Demontage oder Zerstörung von Maschinen und Anlagen wurden verschleppt oder ignoriert, Produktionsplätze für den zivilen Schiffbau wieder hergerichtet. Die alliierten Truppen, die Anfang April 1945 die Kontrolle über Bremen übernahmen, stellten für sie überraschend geringe Schäden an den Anlagen des BV fest.
Die Besitzverhältnisse waren von den politischen und kriegerischen Entwicklungen nicht betroffen: Heinrich Thyssen war der größte Anteilseigner und übernahm Mitte der 1930er Jahre weitere Anteile aus dem Portfolio seiner Geschwister. Auf die Geschäftstätigkeit nahmen er und sein Generalbevollmächtigter Wilhelm Roelen kaum Einfluss. Das BV-Direktorium handelte weitgehend unabhängig vom Mehrheitseigentümer.

### Nachkriegszeit

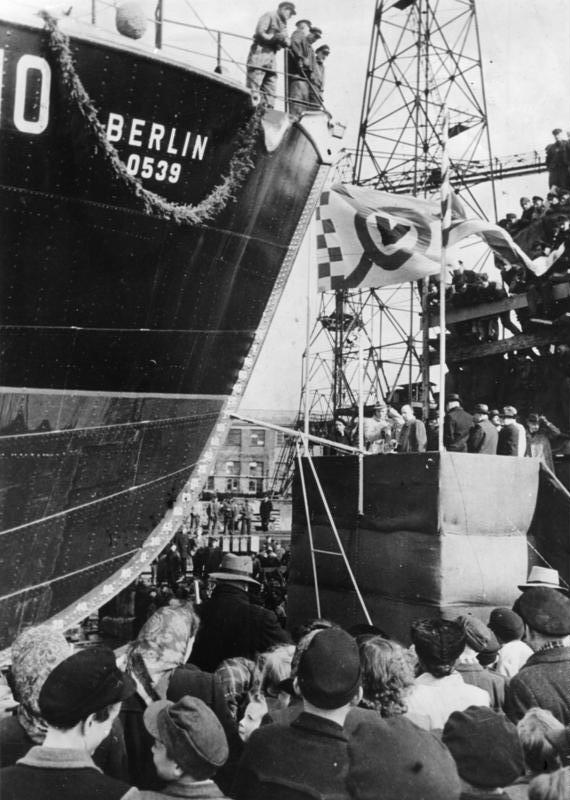
Taufe des Fischdampfers Berlin durch den stellvertretenden Oberbürgermeister Berlins Ferdinand Friedensburg im Jahr 1949

Der BV war organisatorisch eng in den Neustart der maritimen Wirtschaft nach dem Ende des Zweiten Weltkriegs eingebunden. Mitte 1945 ernannte die US-Militärverwaltung Kabelac zum Leiter der Shipbuilders Association of the Enclave, die eine zivile Neuausrichtung und Wiederbelebung des Schiffbaus in Bremen und Bremerhaven organisieren sollte.
Die Anfangsjahre nach dem Krieg wurden durch Reparaturarbeiten für die Alliierten, von Küchenherden und von 1946 an von Lokomotiven überbrückt. Einer der ersten größeren Aufträge war der Umbau der Europa zum amerikanischen Truppentransporter. Am 1. Oktober 1945 hatte der BV noch 346 Angestellte. Als erste neue Schiffe nach dem Krieg wurden von 1947 an Fischdampfer für die Fischereiunternehmen in Vegesack und Bremerhaven gebaut. Der BV profitierte davon, dass der örtliche Konkurrent AG Weser von den Alliierten als stärker in die deutsche Rüstung verstrickt eingeschätzt wurde, entsprechend stark von Demontagen betroffen war und erst 1951 den Schiffsbau überhaupt wieder aufnehmen durfte. Günstig war auch die ungarische Staatsbürgerschaft des Hauptgesellschafters Heinrich Thyssens, wodurch der BV als ausländisches Unternehmen galt und bis zu einem gewissen Grad gegen Strafmaßnahmen geschützt war. Zudem bestand eine hohe Kontinuität in Vorstand und Aufsichtsrat, teils von den späten 1920er bis in die frühen 1950er Jahre, was die Anknüpfung an frühere Geschäftsverbindungen erleichterte. Der Lokomotivenbau wurde niemals profitabel, litt unter der mangelnden Fachkenntnis im Unternehmen und führte immer wieder zu Auseinandersetzungen mit der Reichsbahndirektion in Frankfurt. Diese kündigte im Herbst 1948 schließlich die entsprechenden Verträge. Der BV blieb jedoch im Lokomotivenbau und anderen Feldern des Maschinenbaus aktiv.
Trotz dieser Diversifizierung versuchte der BV vor allem wieder auf dem Gebiet des zivilen Schiffbaus Fuß zu fassen. Die Vegesacker Werft und damit die Anlagen für den U-Boot-Bau wurde von Mitte 1948 an aufgelöst, noch verwendbare Maschinen an den BV übertragen. Im Juli 1949 erfolgte die Löschung der Vegesacker Werft aus dem Handelsregister. Trotz wieder anlaufender Schiffsbauaktivitäten blieb dieser Geschäftszweig bedroht. Offiziell blieb das Geschäftsfeld verboten und von Sondergenehmigungen der Besatzungsmächte abhängig. Zudem herrschte europaweit ein Angebotsüberhang, so dass die Preise verfielen und kaum noch wirtschaftlich neue Schiffe fertiggestellt werden konnten. Auf der Finanzierungsseite wurden von 1949 an die enge Verbindung zur niederländischen Bank voor Handel en Scheepvaart aus dem Unternehmensportfolio der Thyssen-Familie und Vorfinanzierungszusagen für im Bau befindliche Schiffe durch den Bremer Senat entscheidend.
Mit einer international wachsenden Nachfrage nach Schiffstonnage begann in den 1950er Jahren begann wieder die große Zeit der Serienbauten unterschiedlicher Schiffe und Motoren durch den BV; durchschnittlich wurden zehn Schiffe jährlich abgeliefert und es begann die erfolgreiche Zeit der Kombischiffe, z. B. der Schwabenstein-Klasse für den Norddeutschen Lloyd, die fast 9.000 t Fracht und gleichzeitig 86 Passagiere transportieren können.
1952 betrug die Beschäftigtenzahl wieder etwa 3750.

### 1960er Jahre
Mitte der 1960er Jahre ging der Absatz zurück, 1967 wurden nur fünf Schiffe abgeliefert. Erst 1969 war mit der Ablieferung von zwölf Schiffen ein Wandel in Sicht. In den Jahren 1968/69 wurden auch die ersten beim Vulkan gebauten Vollcontainerschiffe der Elbe-Express-Klasse abgeliefert, denen sich in den darauf folgenden Jahren rund ein Dutzend Containerschiffe des Bremer Vulkan Typ „D“ anschlossen, die aus vorgefertigten Sektionen gebaut wurden.

### 1970er Jahre

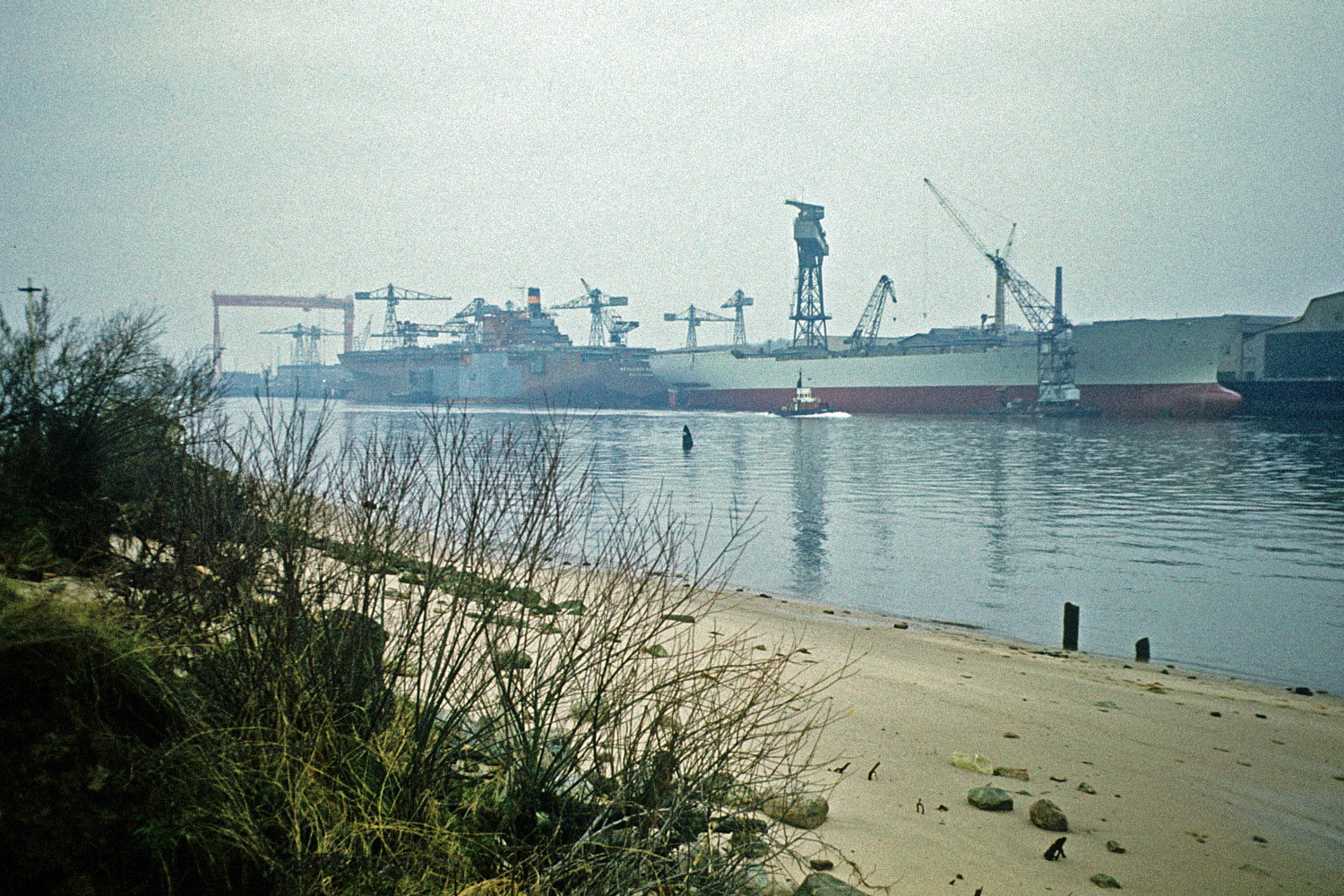
Ausrüstungspier des Bremer Vulkan im Jahr 1974 – Blick vom niedersächsischen Weserufer

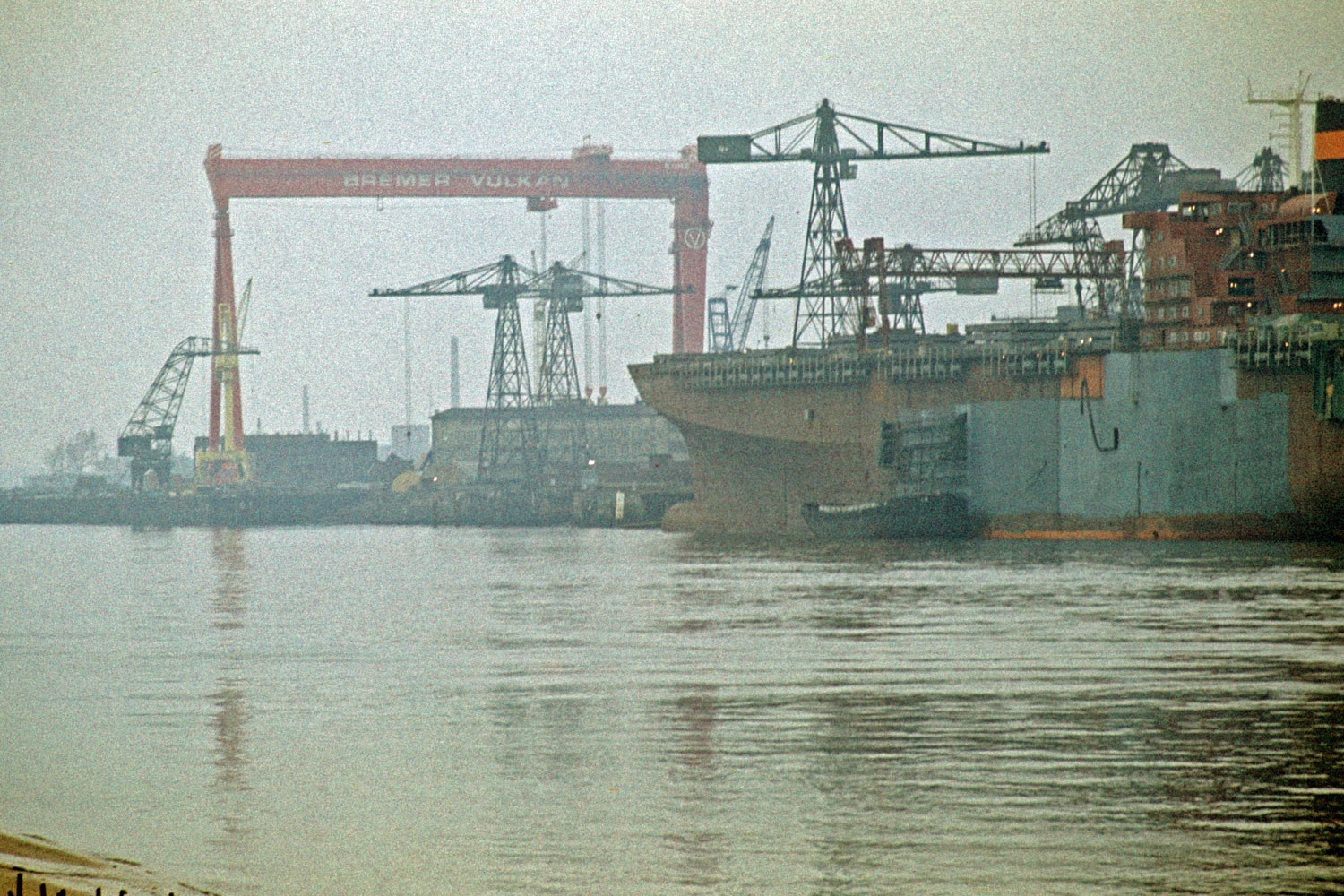
Ausrüstungspier des Bremer Vulkan mit Portalkran

Zur Steigerung der Produktivität wurde Anfang der 1970er Jahre ein 331 × 57 m großes Trockendock errichtet, in dem Schiffe bis 300.000 dwt Tragfähigkeit erbaut werden konnten, mit der Option, dies auf 1.000.000 dwt erhöhen zu können. Für den Materialtransport gab es einen 450-t-Portalkran. Des Weiteren wurde ein 170 × 25 m Hallendock für Schiffe bis 25.000 dwt errichtet. Daneben blieben drei der alten Helgen erhalten, auf denen 1985 die letzten Neubauten vom Stapel liefen.
Im Zuge der Rationalisierungsmaßnahmen erfolgte die zunehmende Beschäftigung von Arbeitern von Fremdfirmen. Drei solche Kollegen der Firma Meyer verbrannten am 16. November 1972 auf Helgen B.
In der Belegschaft, die als eine der kampfstärksten im norddeutschen Raum galt, kam es wiederholt zu kleineren Streiks und im Juni 1973 auch zu einem längeren inoffiziellen Streik für eine Teuerungszulage. Die Auseinandersetzungen im Betrieb verliefen teilweise mit außerordentlicher Schärfe; so erfolgten nicht nur gewerkschaftliche Ausschlussverfahren aus der IG Metall gegen drei Mitglieder des Vertrauensleutekörpers und der Jugendvertretung, die dem KBW nahestanden, sondern auch gegen den Betriebsrat Heinz Scholz, der mit der KPD sympathisierte. Auf Scholz wurde am 29. Januar 1975 ein Messerattentat verübt.
Für den Materialtransport zum Trockendock wurde ein neuartiges Schwerlast Transport System (STS) entwickelt, mit dem die in den Schiffbauhallen witterungsunabhängig vorgefertigten Segmente bis 3.880 t Gewicht transportiert und ins Dock abgesenkt werden konnten.
Als dieses System fertig war, fehlten allerdings die notwendigen Aufträge. Der Tankerboom ging dem Ende entgegen bzw. wurden Tanker kostengünstiger in Ostasien gebaut, der erhoffte Rentabilitätsgewinn blieb somit aus. Der Spezialschiffbau war vernachlässigt worden und die Werft verlor ihre Position bei der zeitgemäßen Weiterentwicklung dieses Marktsegments.
Von 5770 Personen reduzierte sich die Belegschaft auf 4300, bis 1987 nochmals auf nur noch 3200.
Das verlorene Terrain aufzuholen war die Aufgabe der zweiten Hälfte der 1970er Jahre und der BV richtete seine Aktivitäten hauptsächlich auf höherwertige Schiffsneubauten. Die folgenden Schwierigkeiten ergaben sich folglich nicht aus Auftragsmangel, sondern wegen falscher Kostenkalkulation, was allein beim Bau des Luxus-Kreuzfahrtschiffs Europa und der Fregatten für die Bundesmarine zu einem Verlust von 300 Mio. DM führte.
Obgleich der BV praktisch über keine Erfahrung im Kriegsschiffbau verfügte, wurde er Generalunternehmer für den Bau der Schiffe der Bremen-Klasse, wovon drei beim BV gebaut wurden. Das Bundesministerium der Verteidigung musste einen Betrag von 200 Mio. DM nachfinanzieren, andernfalls hätte dieser Verlust bereits damals die Schließung der Werft bedeutet.
Zusätzlich übernahm das Land Bremen etwa 25 % der BV-Aktien, die vorher vom Großaktionär Thyssen-Bornemisza kostenlos an den BV abgegeben worden waren. Weiterhin wurde das erst kurz vorher in Wätjens Park erstellte Verwaltungsgebäude verkauft und gleichzeitig von der Leasinggesellschaft wieder angemietet. Die dritte Rettungsmaßnahme zu dem damaligen Zeitpunkt war die Gründung der Vegesacker Grundstücksverwaltung GmbH & Co. KG, in die alle betrieblich nicht erforderlichen Grundstücke und Gebäude eingebracht wurden, die später nach und nach an private Eigentümer verkauft werden sollten.

### 1980er Jahre
Anfang der 1980er Jahre wurde Bremen endgültig von der Werftenkrise erfasst, es fehlten Aufträge für die beiden Großwerften AG Weser und Bremer Vulkan, und die Verluste nahmen zu. Die angestrebte engere Zusammenarbeit norddeutscher Werften scheiterte hauptsächlich am Konkurrenzdenken, eine Fusion der beiden Bremer Großwerften scheiterte ebenfalls.
Diese Jahre sind durch Fusionen des BV mit anderen Werften gekennzeichnet:
- 1979 erfolgte die Übernahme der Neuen Jadewerft in Wilhelmshaven (Reparatur- und Wartungsarbeiten, kleinere Schiffe, Schlepper)
- 1984 entstand durch Vereinigung mit der Lloyd-Werft in Bremerhaven der Bremer Werftenverbund
- 1985 wurde die Aktienmehrheit der Schichau Unterweser AG Bremerhaven übernommen
- 1987 erfolgte der Erwerb von fast 90 % des Stammkapitals der Seebeckwerft Bremerhaven

1988 wurde der gelernte Apotheker und damalige Bremer Senatsdirektor im Wirtschaftsressort Friedrich Hennemann als Nachfolger von Norbert Henke der neue Vulkan-Chef. Er hatte die Vision, den mit Schlagseite dahindümpelnden Schiffbau zu retten und durch Diversifizierung einen weltumspannenden maritimen Technologie-Konzern aufzubauen.
Während die Anfang der 1980er Jahre in fünf verschiedenen Größen angebotenen Mehrzweck-Containerschiffe des CMPC-Bauprogramms (Container Multi Purpose Carrier) nur in wenigen Einheiten geordert wurden, waren die ab 1986 gebauten Schiffstypen der Typen Econprogress BV 1000 bis Econprogress BV 16/1800, von denen der Vulkan bis 1995 30 Einheiten abliefern konnte, zahlenmäßig ein großer Erfolg.

### 1990er Jahre

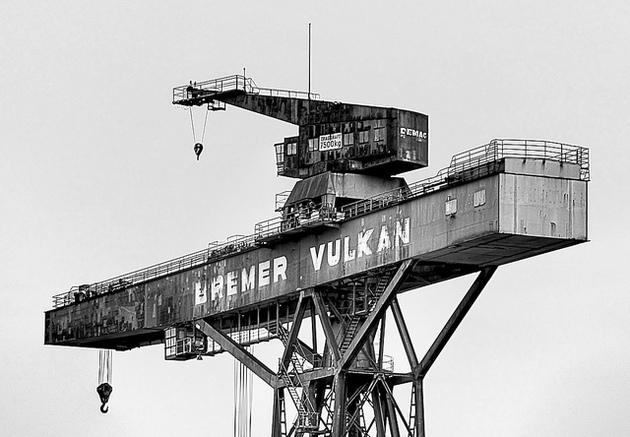
Kran der Bremer Vulkan AG

In den folgenden Jahren wurden Firmen eingekauft, wie beispielsweise die Maschinenfabrik Dörries Scharmann in Mönchengladbach. Die Konzern-Palette wurde um Elektronik-Unternehmen, wie die Krupp Atlas Elektronik GmbH, und eine Dienstleistungssparte erweitert. Allerdings waren viele Einkäufe Sanierungsfälle. Kontrollen waren nicht zu befürchten, denn das strukturschwache Land Bremen war der größte Anteilseigner der Vulkan AG und der Bremer Senat scheute sich, gegen die Geschäftsführung des wichtigsten Arbeitgebers in der Hansestadt vorzugehen.
1992 übernahm der BV mit den Werften in Wismar und Stralsund sowie dem Dieselmotorenwerk Rostock große Teile der ostdeutsche Werftindustrie. In diesem Zusammenhang erfolgte der Rücktritt des Ministerpräsidenten von Mecklenburg-Vorpommern Alfred Gomolka. Er wollte die Abtretung des ostdeutschen Schiffbaukombinats an die Vulkan AG verhindern und wurde daraufhin von der CDU-Landes- und Bundesregierung gestürzt.
Die starke Expansion machte 1992 die Gründung einer Holdinggesellschaft erforderlich: 1994 bestand die Bremer Vulkan Verbund AG als Holdinggesellschaft aus den Bereichen:
- Schiffbau mit 43,3 % des Verbund-Gesamtumsatzes von 6,0 Mrd. DM im Jahr 1994
- Elektronik und Systemtechnik mit 29,3 %
- Anlagen und Maschinenbau mit 16,4 %
- Beteiligungen mit 11,0 %

Zu den Beteiligungen gehörten mit Stand 1. Januar 1995 auch die beiden Reedereien Deutsche Seereederei Rostock als DSR Senator Lines Holding GmbH und die REEDEREI NSB GmbH aus Buxtehude.
Der Schiffbau selbst umfasste zu dieser Zeit die Werften:
- Volkswerft Stralsund
- MTW Schiffswerft Wismar
- Bremer Vulkan Werft, Bremer Marineschiffbau und Vulkan Schiffbau Verbund in Bremen-Vegesack
- Schichau Seebeckwerft, Bremerhaven
- Lloyd-Werft, Bremerhaven
- Flender-Werke, Lübeck
- Neue Jadewerft, Wilhelmshaven
- Neptun Werft, Rostock

Ferner gehörten zum Bremer Vulkan
- Kranbau Eberswalde

Insgesamt waren 1995 im Verbund nahezu 22.500 Mitarbeiter beschäftigt, davon etwa 10.700 direkt im Schiffbau.
Im September 1995 werden erste Berichte über Liquiditätsprobleme des BV veröffentlicht. Betriebsräte der ostdeutschen Werften erheben erstmals den Vorwurf, 850 Mio. DM EU-Fördermittel für die Ostwerften in die westdeutschen Betriebe zweckentfremdend umgeleitet zu haben. Der Aktienkurs der Vulkan AG brach um 20 Prozent ein und erholte sich nicht mehr. Ein Jahr später trat Friedrich Hennemann als Vorstandsvorsitzender zurück, mehrere Monate war der Konzern dadurch führungslos.

### Konkurs

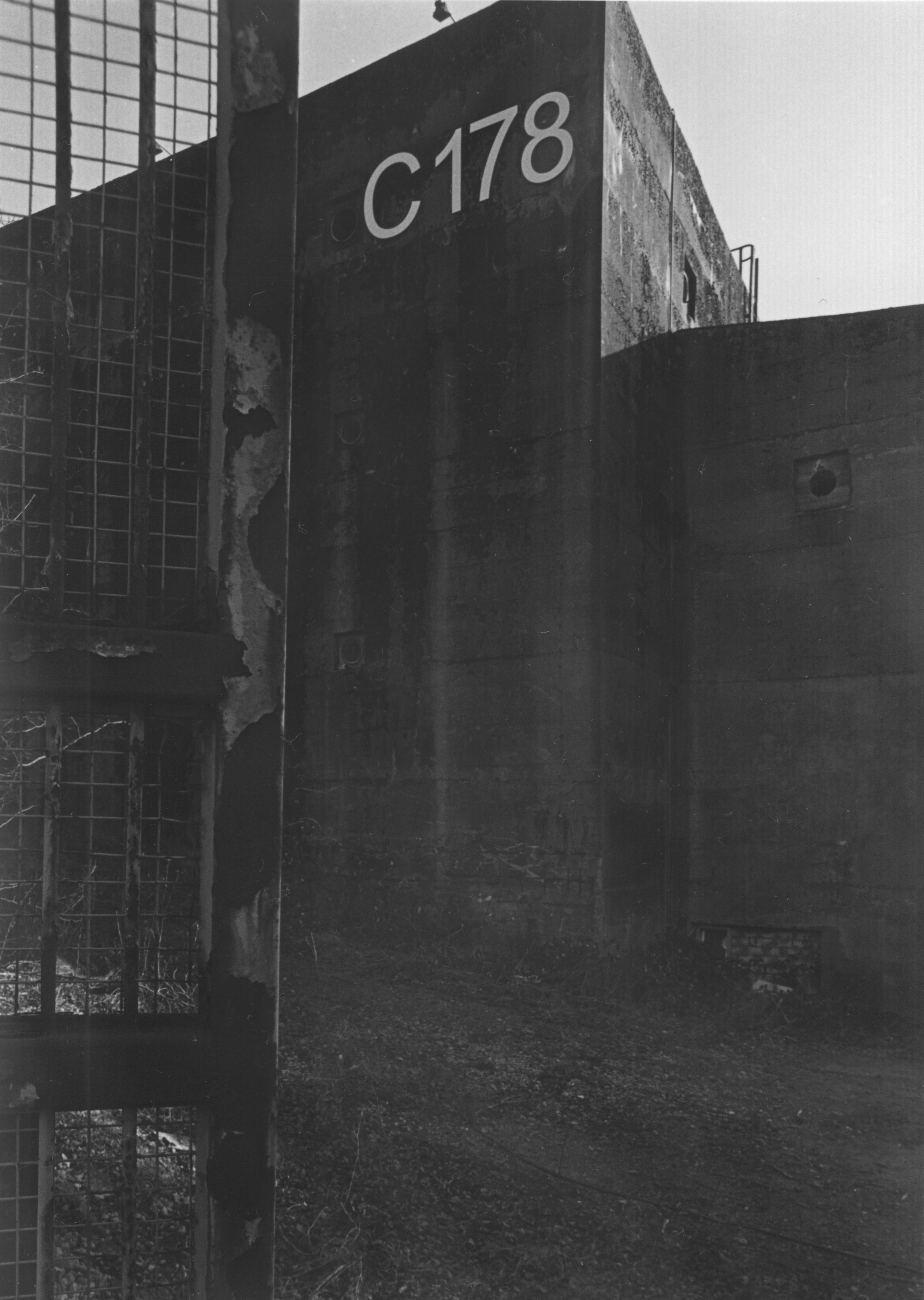
Bunker C178 auf dem Werftgelände

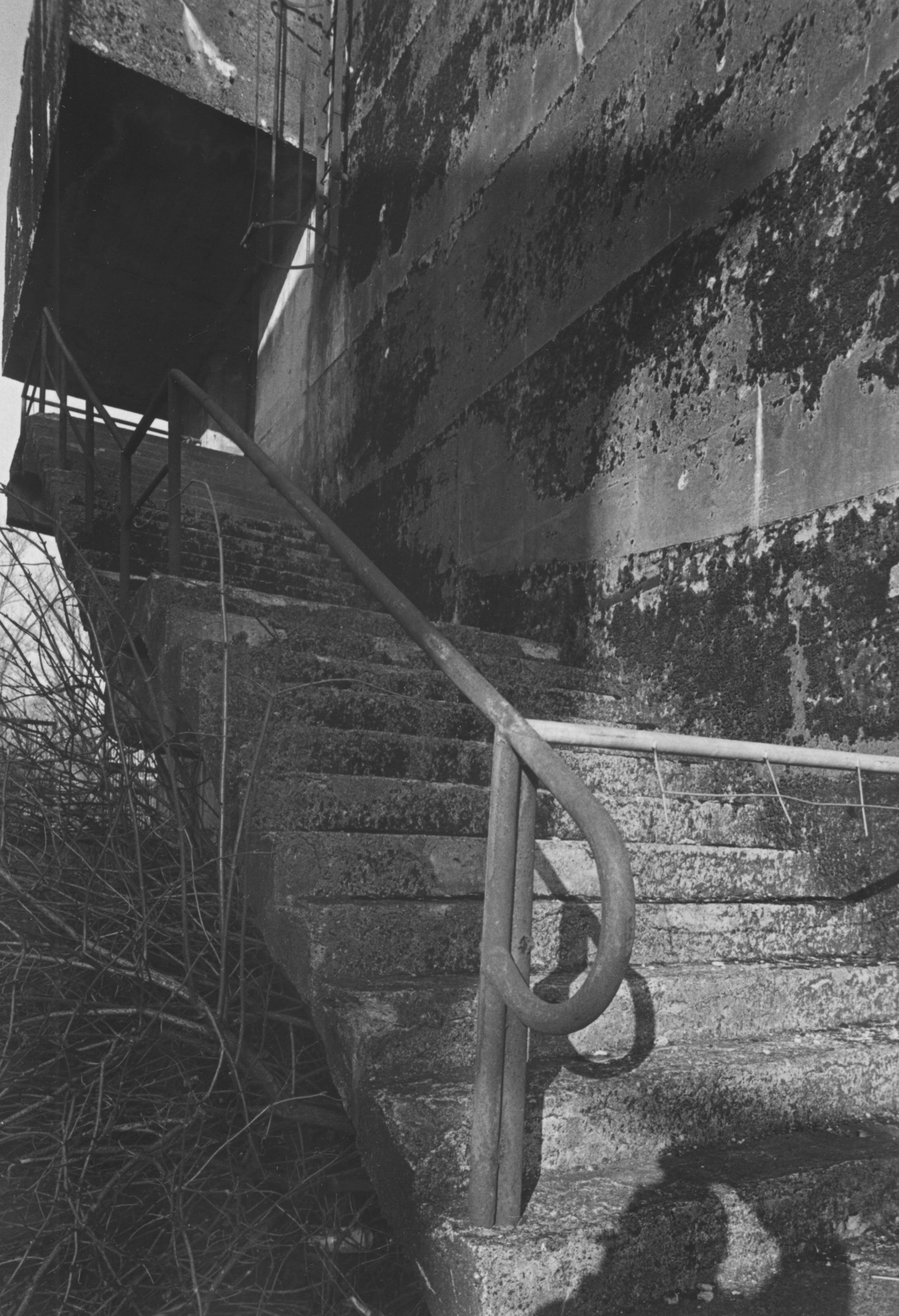
Eingang zum Bunker C178

Im Februar 1996 stellte der kurzzeitige neue Vorstandsvorsitzende Udo Wagner beim Amtsgericht Bremen einen Vergleichsantrag, um einer möglichen Konkursverschleppung zu begegnen. Konkursverwalter wurden der in Bremen bereits bekannte Jobst Wellensiek und Wolfgang van Betteray in Bremerhaven. Die ostdeutschen Werften aus dem ehemaligen Kombinat Schiffbau wurden aus dem Verbund ausgegliedert, waren also nicht betroffen, ebenso die Lübecker und die Wilhelmshavener Werft. Für die Lloyd Werft Bremerhaven bestanden wegen einer stabilen Auftragslage ebenfalls gute Überlebenschancen.
Ein zunächst angestrebter Vergleich für die übrigen Betriebe scheiterte mangels Masse an der erforderlichen Mindestquote von 35 Prozent, ebenso scheiterte ein angestrebter Neuanfang mit einem Verbund der an der Weser angesiedelten Werften. Die BV-Belegschaft wurde von der Beschäftigungsgesellschaft Mypegasus übernommen.
Es gelang Wellensiek, für den Bau der Costa-Kreuzfahrtschiffe mit der selbst angeschlagenen Reederei Costa Crociere eine Nachzahlung auszuhandeln und zwei Containerschiffe, für die bereits umfangreiche Vorarbeiten geleistet worden waren, fertigzustellen. Damit konnten die Verluste für das Land Bremen, das etwa 900 Mio. DM Bürgschaften für Vulkan-Aufträge übernommen hatte, in Grenzen gehalten werden.
Im Mai 1996 war der Anschlusskonkurs für die Konzernzentrale in Bremen sowie die Tochtergesellschaften Vulkan Schiffbau Verbund GmbH, Vulkan Werft GmbH und die Schichau Seebeckwerft endgültig nicht mehr abzuwenden. Nach Ablieferung der beiden Containerschiffe erfolgte im August 1997 die Stilllegung der Vulkan-Stammwerft in Bremen-Vegesack.
Die Veruntreuung von 850 Mio. Mark EU-Fördermittel war Gegenstand anschließender Strafprozesse gegen die Vorstände der Vulkan AG. Auch wenn Hennemann auf der Anklagebank saß, trug er dennoch nicht die Alleinschuld an der Vulkan-Pleite. Ein 1996 eingesetzter Untersuchungsausschuss der Bremischen Bürgerschaft stellte klar, dass Politik, Treuhandanstalt, Aufsichtsrat und Wirtschaftsprüfer ebenso mitverantwortlich waren.
Im März 2010 stimmten zwei von vier ehemaligen Vulkan-Vorständen in einem Zivilverfahren vor dem Hanseatischen Oberlandesgericht in Bremen einem Vergleich zu.
Die Situation der ehemaligen Vulkan-Beschäftigten nach dem Konkurs wurde von Wolfgang Hien u. a. in mehreren Studien (s. Abschnitt Literatur) sozialwissenschaftlich untersucht.

### Nachnutzung
Auf dem Werftgelände in Bremen-Vegesack befinden sich heute zahlreiche neu angesiedelte Betriebe. Die Bremer Bootsbau Vegesack GmbH (BBV), in der u. a. Schiffe nach historischen Vorbildern gebaut bzw. restauriert wurden, ging 2012 in Insolvenz.
Ein Teil der Vulkan-Anlagen (militärischer Schiffbau) wurde von der Lürssen-Werft übernommen.
Ein ehemaliger Werkluftschutzbunker wird heute als Proben- und Veranstaltungszentrum Kulturbunker Vulkan genutzt.

## Werftenkrise in Mecklenburg-Vorpommern
Nach der deutschen Wiedervereinigung wurden die ostdeutschen Werften des DDR-Schiffbaukombinats privatisiert. Hauptinteressenten waren die Bremer-Vulkan-AG-Gruppe und die Norwegische Kvaerner. Ministerpräsident Alfred Gomolka wehrte sich vehement gegen die Pläne der Treuhandanstalt, das ostdeutsche Schiffbaukombinat der Bremer Vulkan AG zuzusprechen. Er wollte damit eine Zerschlagung der fünf Werften in Wismar, Rostock, Stralsund und Wolgast der Treuhandgesellschaft Deutsche Maschinen- und Schiffbau AG verhindern, da – so wird vermutet – der Vulkan angesichts der internationalen Konkurrenz darum bemüht war, sich der ostdeutschen Konkurrenz zu entledigen.

Ministerpräsident Gomolka verteidigte seine Pläne, die fünf Werften an unterschiedliche ausländische Interessenten zu verkaufen, auch gegen den Widerstand aus Bonn.

Die Gewerkschaft IG Metall unterstützte im Frühjahr 1992 die Bestrebungen der Bundesregierung und der Bremer Vulkan AG für eine gemeinsame Verbundlösung.
Mit Ausnahme der Warnow-Werft verkaufte 1993 die Treuhandanstalt die Reste des ostdeutschen Schiffbaukombinates an den Vulkan. Ministerpräsident Berndt Seite nahm den Verkauf zur Kenntnis.
Von 1993 bis 1995 flossen etwa 700 Millionen DM EU-Fördermittel, die für die ostdeutschen Werften bestimmt waren, legal in ein Finanzmanagement-System des Konzerns. Dennoch war der Vulkan im Frühjahr 1996 insolvent. Dadurch wurden allerdings auch die Subventionsgelder als Rücklagen Teil der nun verlorenen Insolvenzmasse.

Die Staatsanwaltschaft Bremen erkannte darin den Tatbestand der Untreue verwirklicht, denn der Vulkan konnte eine unmittelbare Zurverfügungstellung der Subventionsgelder für die Ostwerften nicht mehr gewährleisten. Das Strafverfahren gegen die damalige Vorstandsmitglieder wegen des Verdachts des Subventionsbetruges wurde 2010 eingestellt.
Zudem wurde ein Schadenersatzprozesse der Treuhandanstalt bzw. Bundesanstalt für vereinigungsbedingte Sonderaufgaben (BvS) gegen die Vulkan AG geführt. Der Bundesgerichtshof nahm eine Klage des Insolvenzverwalters zum Anlass, die Rechtsfigur der Existenzvernichtungshaftung zu entwickeln.

## Schiffe

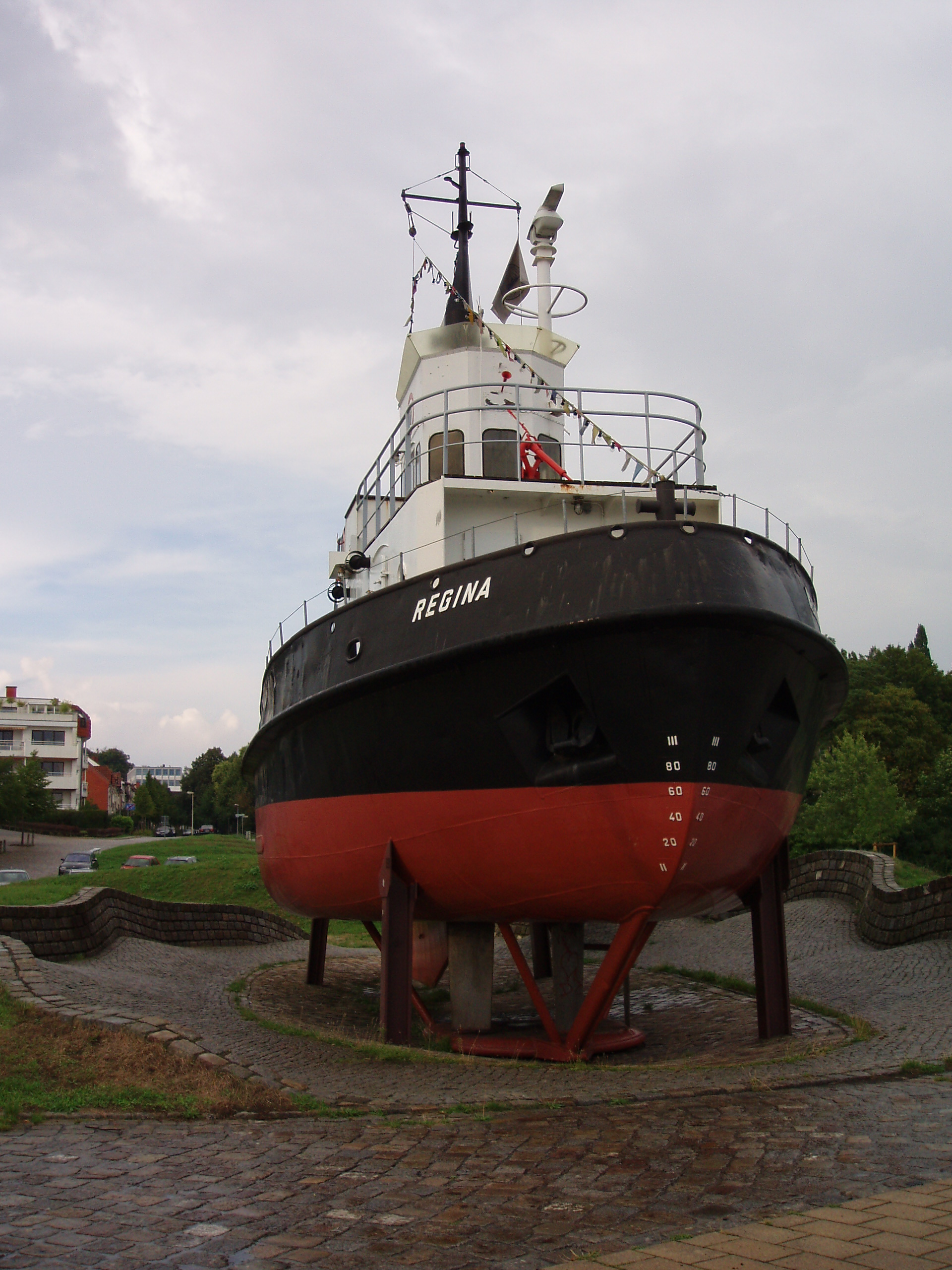
Der Schlepper Regina der Werft, heute auf der Weserpromenade im Stadtgarten Vegesack zu sehen

Diese Liste enthält eine Auswahl bedeutender Schiffe des Bremer Vulkan und seiner Vorläufer:
Ulrichs Werft und Bremer Schiffbau Gesellschaft, 1838–1895, Vegesack/Fähr
- 1839, Bau-Nr. 1, Brigg Victoria für den Reeder G. G. Schröder in Vegesack

Lange Werft, 1805–1893, Vegesack/Grohn
- 1805, Bau-Nr. 1, Galiot Adelheid Wilhelmina für den Reeder G.J. Schröder in Bremen
- 1816, Bau-Nr. 30, Dampfboot Die Weser
- 1867/68, Bau-Nr. 251, Passagier-Dampfer Smidt für rund 900 Passagiere war der erste in Deutschland gebaute Transatlantik-Dampfer und gleichzeitig das erste eiserne Schiff der Werft; Schiff und Maschine erwiesen sich als Fehlkonstruktion, deshalb 1875 außer Dienst gestellt und 1879 abgewrackt. In seinen fünf Betriebsjahren beförderte das Schiff in 20 Transatlantik-Reisen insgesamt 12.292 Passagiere von Deutschland nach New York, brachte seinen Besitzern jedoch überwiegend finanzielle Verluste ein.

Bremer Vulkan Vegesack, 1893–1997
Die Bau-Nummern der Langeschen Werft wurden fortgeführt:
- 1895, Bau-Nr. 350, Heringslogger Vegesack für die Bremen-Vegesacker Fischerei-Gesellschaft AG war der erste Neubau des Bremer Vulkan; die fahrbereite Vegesack existiert noch heute im Vegesacker Museumshaven
- 1897, Bau-Nr. 406, Frachtdampfer Johann Albrecht für die Neu-Guinea-Compagnie, Bremen
- 1899, Bau-Nr. 424, Dampfyacht Andrej Perwoswannij für die Kaiserlich Russische Regierung
- 1900, Bau-Nr. 434, Kombischiff Straßburg für den Norddeutschen Lloyd (NDL), 1932 verschrottet
- 1901, Bau-Nr. 439, Kombischiff Breslau der Köln-Klasse für den Nebenliniendienst des NDL in die USA, gefolgt von Bau-Nr. 445 Brandenburg
- 1905, Bau-Nr. 483, Frachtschiff Franken für den NDL, Typschiff der Franken-Klasse für den Frachtdienst nach Australien, 1906 folgt die Schwaben (Bau-Nr. 484), 1907 die etwas größeren Göttingen und Greifswald (Bau-Nr. 503/504)
- 1906, Bau-Nr. 500, Frachtdampfer Naimes war das 500. Schiff des Bremer Vulkan
- 1909, Bau von mehreren Fischdampfern und eines Schwimmdocks (Bau-Nr. 523) für die Bremen-Vegesacker Fischereigesellschaft; das Schwimmdock war bis in die 1970er Jahre im Vegesacker Hafen stationiert, es wurde scherzhaft (richtigerweise?) als „Kleinstes Schwimmdock der Welt“ bezeichnet
- 1912–1914, Bau-Nr. 556, 555, 563/564, 569/570, 571/579, acht Frachter der Rheinland-Klasse für den Australien-Dienst des NDL: Rheinland, Elsass, Pommern, Posen, Mark (II), Pfalz, Anhalt, Waldeck
- 1915, Bau-Nr. 579, Fracht- und Passagierschiff Zeppelin für den Norddeutschen Lloyd gehörte zu den größten Passagierschiffen des BV, 1934 als Dresden an der norwegischen Küste gestrandet und anschließend gesunken
- 1919, Bau-Nr. 582–585, Fertigstellung von vier Frachtern der Remscheid-Klasse, ursprünglich für den Ostasien-Dienst des NDL vorgesehen, die sofort an die Alliierten ausgeliefert werden
- 1921, Bau-Nr. 597, Fracht- und Passagierdampfer Württemberg für die Hamburg-Amerika Linie Hamburg, später zum Walfang-Mutterschiff Jan Wellem umgebaut, nach dem Zweiten Weltkrieg in England abgewrackt
- 1925, Bau-Nr. 614, Fracht- und Passagierdampfer Berlin für den Norddeutschen Lloyd Bremen. Das Schiff war eines der hervorragendsten der damaligen Zeit; es sank im Februar 1945 (wahrscheinlich durch Minentreffer) in der Ostsee; 1948/49 von sowjetischen Spezialisten gehoben und als Admiral Nachimow in Betrieb genommen, 1986 nach Kollision im Schwarzen Meer gesunken, etwa 400 Tote
- 1926, Bau-Nr. 631, Frachtmotorschiff Ruhr für die Hugo-Stinnes-Linien Hamburg, war das erste Motorschiff des BV
- 1928, Bau-Nr. 646, Motortanker  C.O. Stillman  für die Int. Petroleum-Company Ltd. Toronto; galt seinerzeit als der größte Tanker der Welt, wurde im Zweiten Weltkrieg versenkt
- 1929, Bau-Nr. 670, Fracht- und Passagiermotorschiff St. Louis für die Hamburg-Amerika Linie Hamburg war eines der vor dem Zweiten Weltkrieg größten vom Bremer Vulkan erbauten Fracht- und Passagierschiffe
- 1938, Bau-Nr. 763, Frachtmotorschiff Goldenfels für die DDG Hansa, im Krieg eingesetzt als Handelsstörkreuzer Atlantis; im September 1941 durch den britischen Kreuzer HMS Devonshire aufgebracht und beschossen (7 Tote), danach von der Besatzung selbstversenkt. Besatzung und Gefangene der Atlantis, auf sechs Rettungsboote verteilt, wurden von dem deutschen U-Boot U 126 zum U-Boot-Versorgungsschiff Python geschleppt. Die Python wurde kurz darauf von dem britischen Kreuzer HMS Dorsetshire versenkt. Die Atlantis-Besatzung gelangte mit italienischen und deutschen U-Booten 1942 wieder nach Deutschland zurück.
- 1950, Bau-Nr. 800/801, Fischereifahrzeuge Freiburg i.Br. und Tübingen für die „Nordsee“ Deutsche Hochseefischerei AG Bremerhaven, die ersten Fischereifahrzeuge mit diesel-elektrischem Antrieb
- 1952, Bau-Nr. 808, Motortanker Dagmar Salen und sechs weitere Schiffe der gleichen Klasse für die Rederi AB. Pulp, Schweden
- 1954, Bau-Nr. 829, Fracht- und Passagiermotorschiff Schwabenstein für die Orlanda Reederei GmbH, Bremen, war das erste Fahrgastschiff des BV nach dem Krieg; es folgten weitere dieser Kombischiffe für verschiedene Reedereien
- 1959, Umbau des französischen Passagierschiffs Pasteur zur Bremen für den Norddeutschen Lloyd; als Filipinas Saudia I (ex Regina Magna, ex Bremen) 1978 auf der Überführungsfahrt zur Abwrackwerft in Taiwan im Arabischen Meer gesunken, vermutlich durch undichte Flutventile
- 1968, mit der Weser Express und der Mosel Express für den NDL werden die ersten deutschen Vollcontainerschiffe gebaut
- 1977, Großtanker Ajdabya ist der letzte Supertanker (Tragfähigkeit 317.000 t) des BV
- 1978 Das Kühlcontainerschiff Australian Venture wurde 1978 abgeliefert und war das erste von fünf weitgehend baugleichen Kühlcontainerschiffen mit einer Kühlcontainerkapazität von rund 1275 20-Fuß-Porthole-Kühlcontainern als die Kühlcontainerschiffe mit der weltweit größten Kühlkapazität
- 1979, New Zealand Caribbean, Neubau für die Shipping Corporation of New Zealand Ltd
- 1979–89, drei Fregatten (Bremen, Niedersachsen und Augsburg) der Bremen-Klasse für die Bundesmarine
- 1982, Bau-Nr. 1001, Kreuzfahrtschiff Europa für die Hapag-Lloyd AG
- 1986–1995, 18 Containerschiffe vom Typ Econprogress BV 1600 und 1800 (+ 12 Einheiten von SSW)
- 1989–1992, Kühlschiffe vom Typ Hansa Bremen für die Hamburger Reederei Leonhardt & Blumberg
- 1991, Bau-Nr. 1090, 2700-TEU-Container-Schiff Vladivostok für die sowjetische Staatsreederei Sowkomflot war das erste von insgesamt 10 Schiffen für die Sowjetunion, von denen 5 bei der HDW Kiel gebaut wurden.
- 1992, Bau des Klasse 404-Tenders Elbe für die Bundesmarine
- 1996, Bau des Kreuzfahrtschiffs Costa Victoria in Zusammenarbeit mit der Lloyd Werft Bremerhaven für die Reederei Costa Crociere, Italien. Ein etwas größeres Schwesterschiff (werftintern Costa II genannt bzw. geplanter Name Costa Olympia) wurde nach dem Vulkan-Konkurs ebenfalls von der Lloyd-Werft fertiggestellt und 1999 als Norwegian Sky an die amerikanische Reederei Norwegian Cruise Line ausgeliefert. Diese beiden Schiffe waren bis dahin die größten in Deutschland gebauten Kreuzfahrtschiffe
- 1997, die Containerfrachter Hansa Century (Bau-Nr. 1110) und Hansa Constitution (Bau-Nr. 1111) des Typs BV 2700 C sind die letzten abgelieferten Neubauten, danach erfolgte die Schließung der Vulkan-Stammwerft in Bremen-Vegesack (August 1997). Von der erfolgreichen Vulkan-Baureihe BV 2700 werden anschließend noch vier weitere Schiffe in Korea gebaut.